# 68 Leto
68 Leto è un grande asteroide della Fascia principale. È un asteroide di tipo S, perciò la sua superficie è molto brillante e la sua composizione è una miscela di ferro, nichel e silicati.
Leto fu scoperto il 29 aprile 1861 da Karl Theodor Robert Luther dall'Osservatorio di Düsseldorf (situato nel distretto urbano di Bilk) in Germania, di cui era direttore dal 1851. Fu battezzato così in onore di Leto, madre di Apollo e Artemide nella mitologia greca.